# Фламандский музей трамваев и автобусов
Фламандский музей трамваев и автобусов (нидерл. Vlaams Tram- en Autobusmuseum) — музей общественного транспорта в Антверпене (Бельгия). Музей имеет статус некоммерческого общества, в музее работают волонтёры-любители общественного транспорта. Над музеем шефствует фламандский оператор общественного транспорта De Lijn. Некоммерческое общество «Фламандский музей трамваев и автобусов» было образовано 15 января 1999 года. Музей открылся для посетителей 5 мая 2001 года.
Музей имеет архив документов, имеющих отношение к истории общественного транспорта. Музей ведёт книгоиздательскую деятельность.

## Здание музея
Музей расположен в историческом здании трамвайного депо Груненхук (нидерл. Groenenhoek) 1912 года постройки, которое имеет статус памятника истории. Крыша депо поддерживается всего одним столбом.
19 марта 1996 года зданию депо Груненхук был присвоен статус памятника истории. 15 декабря 1997 года De Lijn перестал использовать депо по прямому назначению, после чего оно было переоборудовано под музей.

## Коллекции

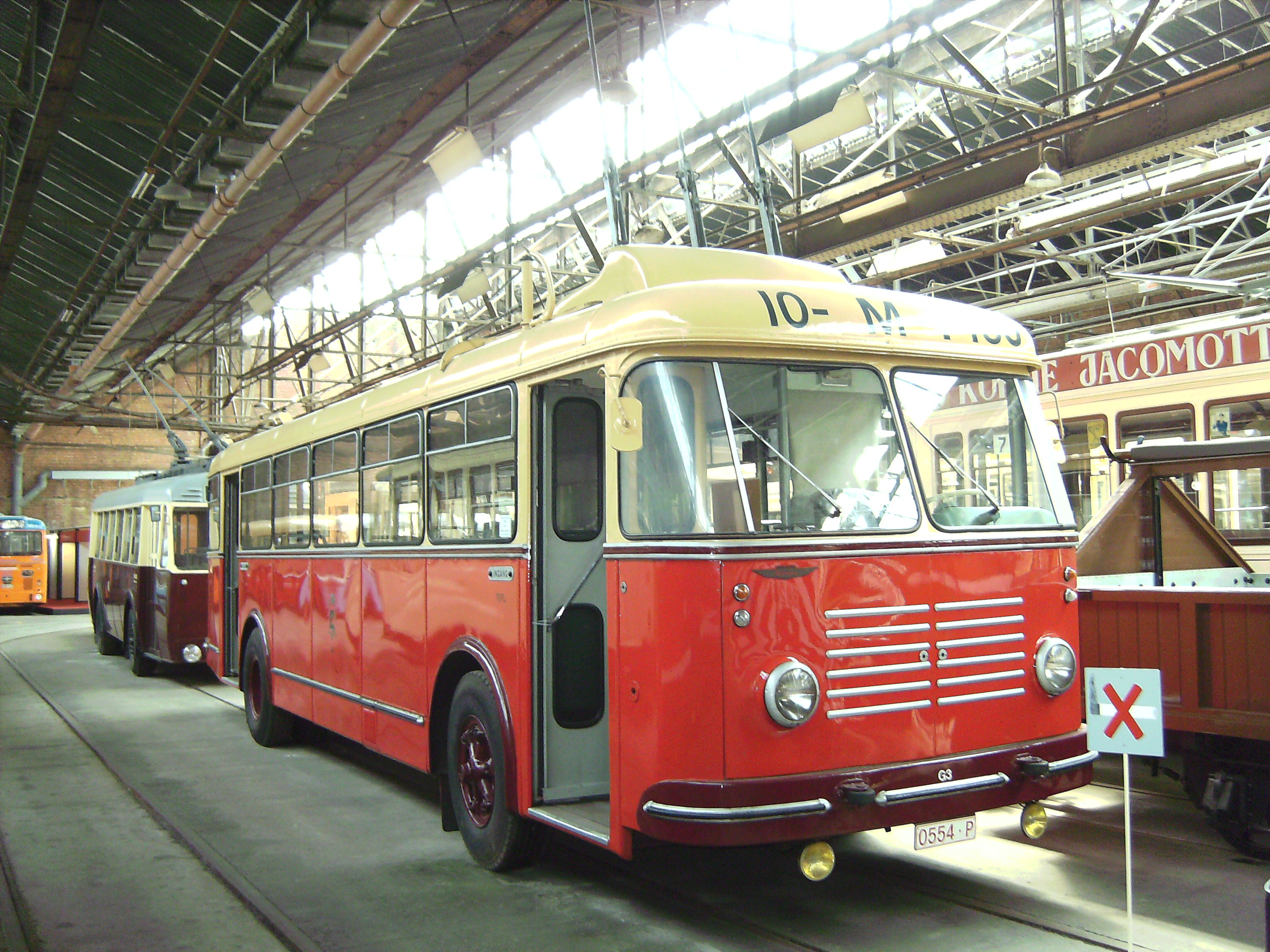
Гиробус G3 - единственный в мире сохранившийся гиробус.

Музей посвящён истории общественного транспорта в Антверпене и Бельгии вообще. Самый старый экспонат музея — прицепной багажный вагон для использования в составе поездов парового трамвая (такой поезд состоял из лёгкого паровоза, пассажирского и багажного вагонов). Здесь также можно увидеть первый электрический трамвай Антверпена (1899 год), открытый трамвайный вагон из Гента (1908 год), паровой трамвай (1915), единственный в мире сохранившийся гиробус (автобус, приводимый в движение массивным маховиком). Всего в музее находится 55 трамваев и автобусов.
Помимо подвижного состава в коллекцию музея входят фотографии, масштабные модели, образцы формы работников общественного транспорта.

## Практическая информация
Музей работает в период с 15 апреля до 15 октября по субботам, воскресеньям и праздничным дням с 14:00 до 17:30. Адрес — Antwerpen-Berchem, Diksmuidelaan, 44. Рядом с музеем расположена трамвайная остановка маршрутов 8 и 11.